# Награди „Оскар“ (86-а церемония)
Осемдесет и шестата церемония по връчване на филмовите награди „Оскар“ се провежда на 2 март 2014 г. в Долби Тиътър в американския град Лос Анджелис, а водещ на шоуто е Елън Дедженеръс. Събитието е изместено със седмица по-късно от обичайното заради Зимните олимпийски игри 2014 в Сочи.

## Награди
- Победители са първи в списъка и са с удебелен шрифт.

| Най-добър филм | Най-добър режисьор |
| --- | --- |
| - 12 години в робство - Американска схема - Капитан Филипс - Клубът на купувачите от Далас - Гравитация - Тя - Небраска - Филомена - Вълкът от Уолстрийт                                       | - Алфонсо Куарон – Гравитация - Дейвид Ръсел – Американска схема - Александър Пейн – Небраска - Стив Маккуин – 12 години в робство - Мартин Скорсезе – Вълкът от Уолстрийт                                                                     |
| Най-добра мъжка роля | Най-добра женска роля |
| - Матю Макконъхи – Клубът на купувачите от Далас - Крисчън Бейл – Американска схема - Брус Дърн – Небраска - Леонардо ди Каприо – Вълкът от Уолстрийт - Чиуетел Еджиофор – 12 години в робство | - Кейт Бланшет – Син жасмин - Ейми Адамс – Американска схема - Сандра Бълок – Гравитация - Джуди Денч – Филомена - Мерил Стрийп – У дома през август                                                                                           |
| Най-добра поддържаща мъжка роля | Най-добра поддържаща женска роля |
| - Джаред Лето – Клубът на купувачите от Далас - Бахад Абди – Капитан Филипс - Брадли Купър – Американска схема - Майкъл Фасбендър – 12 години в робство - Джона Хил – Вълкът от Уолстрийт      | - Люпита Нионго – 12 години в робство - Сали Хокинс – Син жасмин - Дженифър Лорънс – Американска схема - Джулия Робъртс – У дома през август - Джун Скуиб – Небраска                                                                           |
| Най-добра анимация | Най-добра оригинална песен |
| - Замръзналото кралство - Круд - Аз, проклетникът 2 - Мечко-Миш - Вятърът се надига | - „Слагам край“ от Замръзналото кралство – Кристен Андерсън-Лопес и Робърт Лопес - „Happy“ от Аз, проклетникът 2 – Фарел Уилямс - „The Moon Song“ от Тя – Карън Оу и Спайк Джоунс - „Ordinary Love“ от Мандела: Дългият път към свободата – U2 |
| Най-добър оригинален сценарий | Най-добър адаптиран сценарий |
| - Спайк Джоунс – Тя - Ерик Уорън Сингър и Дейвид Ръсел – Американска схема - Уди Алън – Син жасмин - Крейг Бортън и Мелиса Уолак – Клубът на купувачите от Далас - Боб Нелсън – Небраска       | - Джон Ридли – 12 години в робство - Ричард Линклейтър, Жули Делпи и Итън Хоук – Преди полунощ - Били Рей – Капитан Филипс - Стив Куган и Джеф Поуп – Филомена - Терънс Уинтър – Вълкът от Уолстрийт                                           |

## Филми с най-много номинации и награди
Следните филми получават най-много номинации
- 10 номинации: Гравитация и Американска схема
- 9 номинации: 12 години в робство
- 6 номинации: Капитан Филипс, Клубът на купувачите от Далас и Небраска
- 5 номинации: Тя и Вълкът от Уолстрийт
- 4 номинации: Филомена
- 3 номинации: Син жасмин, Хобит: Пущинакът на Смог
- 2 номинации: У дома през август, Аз, проклетникът 2, Замръзналото кралство, Великият майстор, Великият Гетсби, Истинският Люин Дейвис, Самотният рейнджър и Lone Survivor

Следните филми получават най-много награди
- 7 награди: Гравитация
- 3 награди: Клубът на купувачите от Далас и 12 години в робство
- 2 награди: Замръзналото кралство и Великият Гетсби